# Dysphania tomentosa
Dysphania tomentosa är en amarantväxtart som först beskrevs av Louis Marie Aubert Du Petit-Thouars och som fick sitt nu gällande namn av Sergej Mosyakin och Steven Earl Clemants. 
Dysphania tomentosa ingår i släktet doftmållor, och familjen amarantväxter. Inga underarter finns listade i Catalogue of Life.